# Courant de Mimizan
Le courant de Mimizan est un fleuve côtier dont le cours s’inscrit entièrement sur la commune de Mimizan, dans le département français des Landes. Appartenant à la famille des courants landais, il est l'exutoire de l'étang d'Aureilhan mais aussi indirectement des étangs de Biscarrosse et de Parentis et de Cazaux et de Sanguinet.

## Présentation
Le courant de Mimizan serpente sur une distance d'environ 7 km, à travers lettes et dunes, notamment le tuc d’Udos, haut de 51 m, marquant la frontière depuis les années 1920 entre Mimizan-Bourg et Mimizan-Plage. Il prend naissance au niveau de la passerelle de Gombaut, à hauteur de l'étang d'Aureilhan, puis est enjambé successivement par le pont de Vigon, le pont Rouge, le pont des Trounques (du Gascon tronca : « souche »), et enfin le pont de la plage. Frontière naturelle, il délimite les secteurs nord et sud de la commune. La marée remonte jusqu'au du pont Rouge aux abords de la papeterie de Gascogne.
Le sentier pédestre de l'Aigrette forme une boucle de 4 km sur la partie aval du Courant.

### Histoire
Le Courant de Mimizan est de nos jours l'exutoire sud des grands lacs landais. Or, courants et grands lacs landais n'ont pas toujours existé.

#### Formation
Jusqu'au VIIe siècle, le trait de côte se situe plus en retrait à l'intérieur des terres qu'il ne l'est de nos jours et son tracé n'est pas rectiligne. Il présente au contraire des échancrures, formant des baies le long du littoral servant de port de débarquement ou de rades. L'Atlas de Blaeu de 1638 montre que la vallée du courant de Mimizan, l'étang d'Aureilhan et le sud de la commune de Sainte-Eulalie-en-Born sont alors recouverts par une étendue d'eau de mer de plusieurs milliers d'hectares. Comme l’écrit Jean Thore « l’étang d’Aureilhan était navigable à son embouchure (« Boucau » ou bouche de Mimizan) ; Mimizan formait un port de débarquement et une rade qui servait de refuge aux pêcheurs de la Teste ou des autres ports lorsqu’étant allés à la pêche du péougue (pêche maritime avec des filets munis de flotteurs en liège), le mauvais temps les obligeait à rentrer. »
Les sables avancent vers l'ouest au VIe siècle et surtout au XVIIIe siècle, créant un paysage de dunes et de marécages sur une bande de cinq kilomètres. Les ruisseaux qui jusque-là se jetaient dans les baies n'ont plus d'accès direct à l'océan et leurs eaux s'accumulent derrière les dunes nouvellement formées. Des lacs se constituent alors, mais l'eau ne peut s'accumuler indéfiniment. Un exutoire serpentant à travers les sables finit par se former pour évacuer le trop plein d'eau dans l'océan Atlantique, donnant naissance au courant de Mimizan.

#### Fixation du cours
Faute de témoignage écrit ou de plan précis parvenu jusqu'à nous, l'histoire du Courant nous est inconnue jusqu'au XVIIIe siècle. On ignore en particulier l'emplacement de son embouchure originelle, mais on sait qu'elle a causé beaucoup de soucis à la population car son cours change régulièrement et de manière incontrôlée. Un extrait de l'Atlas de Blaeu de 1638 et une autre de la « Carte du Béarn, de la Bigorre, de l'Armagnac, et des Pays Voisins » de 1712 nous renseignent approximativement sur le cours de l’embouchure à ces différentes époques. Un extrait plus précis de la carte de Cassini datant des environs de 1780 indique que l'exutoire se situe à environ 2000 toises au sud de son emplacement actuel, soit environ 3900 m, au lieu-dit de la Malloueyre.

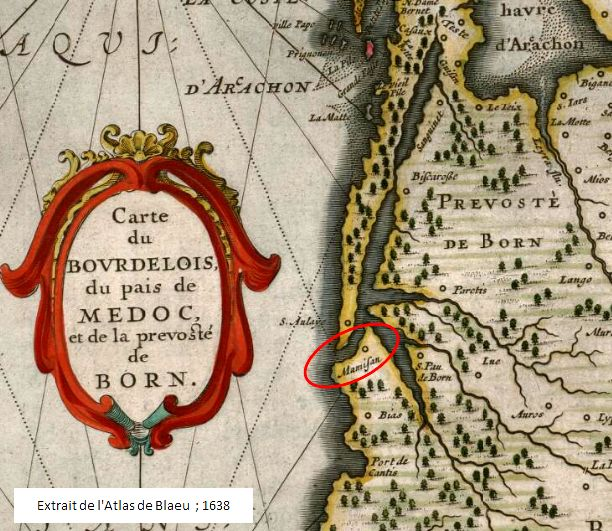
Extrait de l'Atlas de Blaeu, 1638
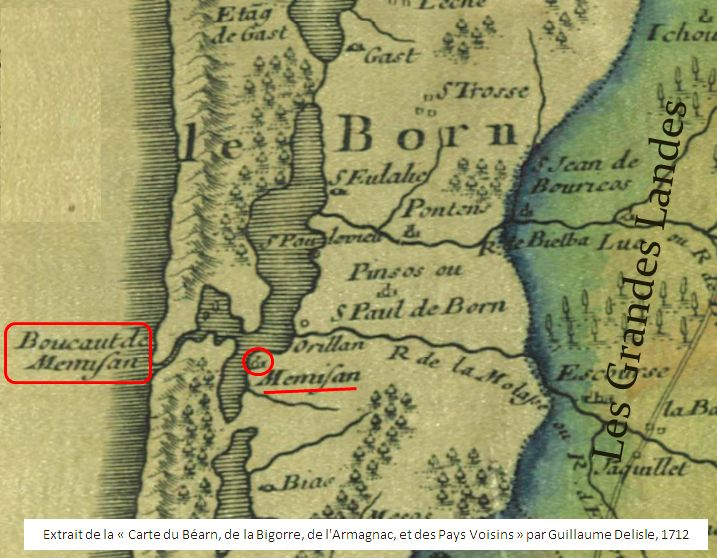
Extrait de la « Carte du Béarn, de la Bigorre, de l'Armagnac, et des Pays Voisins » par Guillaume Delisle, 1712
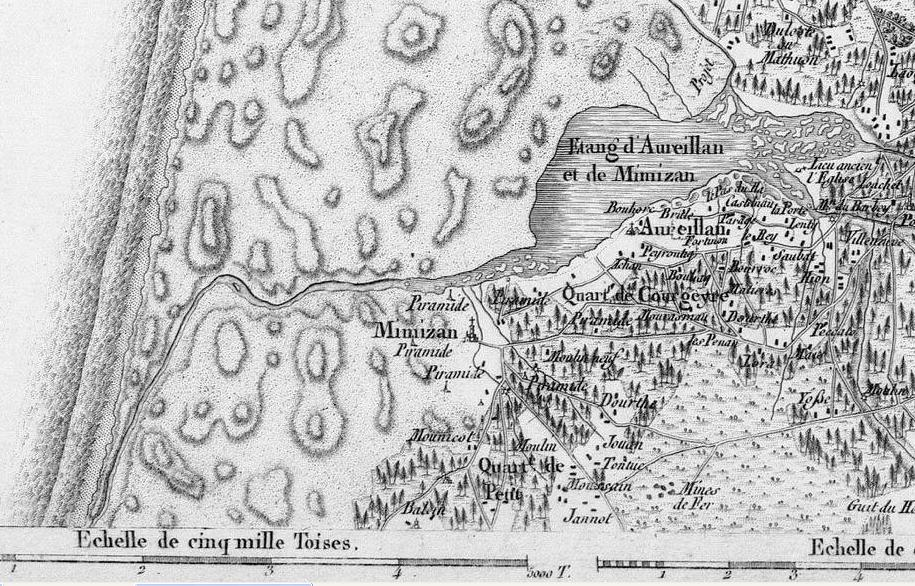
Extrait de la carte de Cassini (feuille n° 137) vers 1780, le courant de Mimizan débouche environ 2000 toises au sud de son exutoire actuel, soit environ 3900 m

À partir de 1800, plans et délibérations du Conseil Municipal nous renseignent sur les changements successifs de son cours. Durant une période allant de 1800 à 1828, des inondations sont signalées tous les deux à trois ans et le Conseil s'émeut régulièrement de la « situation catastrophique du village ». Le 22 floréal, an 10 (1802), il réclame des pouvoirs publics leur intervention pour fixer la dune du Bourg ainsi que celles du front de mer, le sable faisant déborder le courant et monter le niveau d'eau de l'étang. Le Préfet des Landes ordonne une enquête et propose de réaliser une digue sur la rive gauche de l'embouchure pour la contenir et l'empêcher de s'étaler. Le projet n'aboutit pas. Les années passent avec leur lot de chamboulements politiques : effondrement du Premier Empire, suivi de la Restauration. En 1817, l'embouchure est une nouvelle fois ensablée et l'inondation menace. Le Préfet des Landes, peu familiarisé avec les coutumes du pays et ne sachant que faire, prend l'avis du maire de Mimizan, qui lui répond que les travaux ont toujours été faits par les habitants sans qu'il leur soit accordé d'indemnité, chaque ouvrier requis porte ses outils et son repas. Le Préfet estime que les choses peuvent continuer ainsi. En 1823, d'importantes crues dues à un automne pluvieux emportent tous les barrages ainsi que la dune littorale.

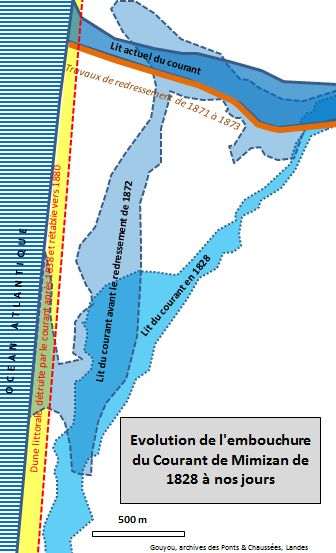
Évolution de l'embouchure du courant de Mimizan depuis 1828

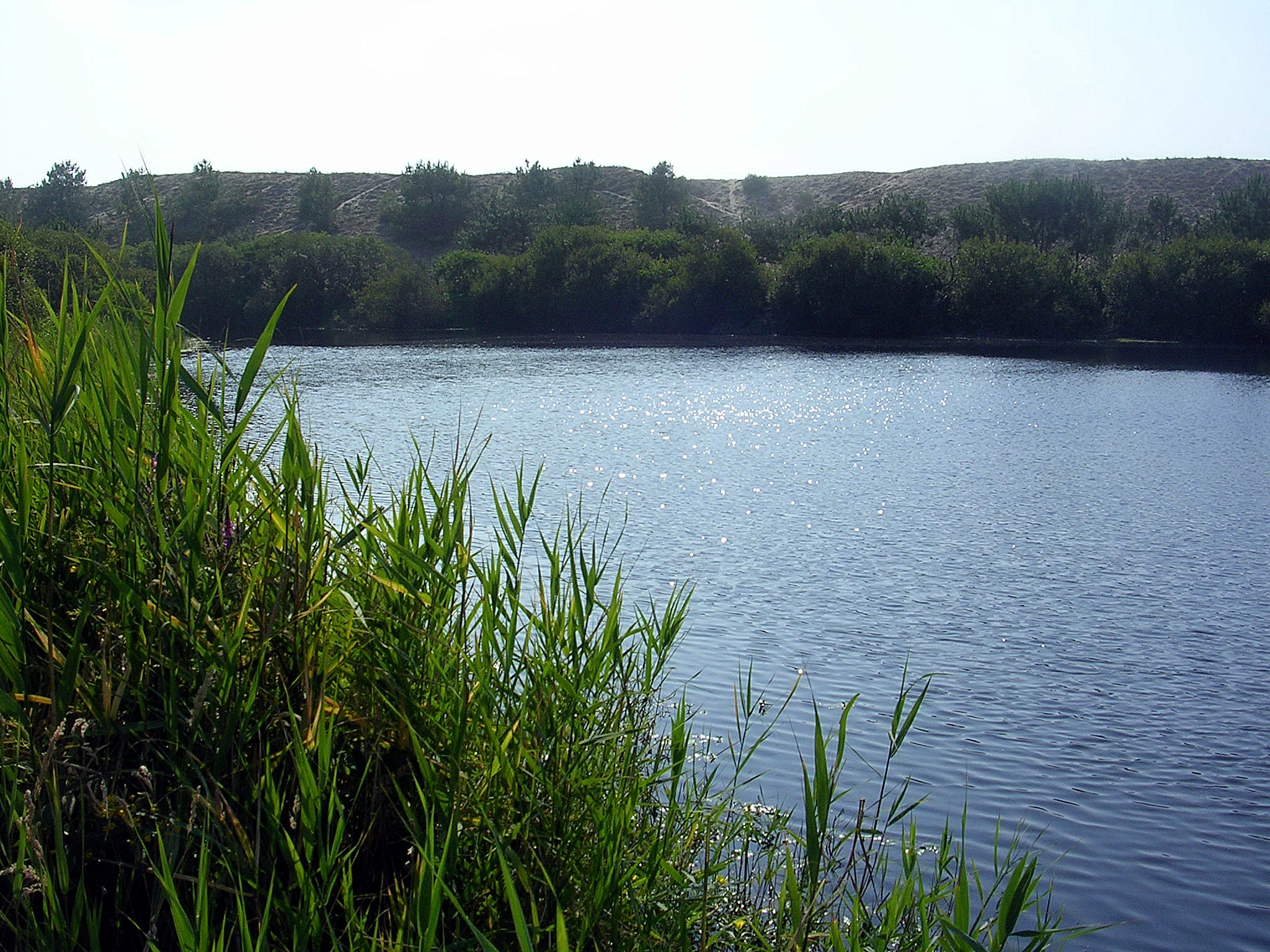
Petit étang de la Malloueyre, vestige de l'ancien lit de l'embouchure du Courant

En 1825, l'administration des Ponts et chaussées décide d'ériger un cordon dunaire littoral rectiligne allant de la Pointe de Grave à Soulac jusqu'à Bayonne. L'objectif d'une telle entreprise est d'arrêter le sable au plus près de la mer et d'ensemencer les dunes à l'arrière, afin de mettre fin à leurs mouvements incontrôlés et aux inondations que cela provoque. Le cours mouvant et imprévisible du Courant, capable d'ouvrir une brèche de plus de trois kilomètres dans ce dispositif, doit être maîtrisé. Le Préfet tranche la question et décide que sur sa dernière section, il ira tout droit. Or à l'état naturel, le courant cherche toujours à aller vers le sud, c'est une constante de tous les courants landais. Il faut donc redresser et fixer le cours de son embouchure. Le problème est de savoir qui va payer les travaux. La Commune, propriétaire de la partie sud, refuse et décide de laisser dériver le Courant, contre l'avis du Préfet. Ainsi, en 1828, une forte montée des eaux détruit 800 mètres du cordon dunaire que les Ponts et Chaussées sont en train d'ériger.
Les travaux reprennent et le 29 mars 1832, le Préfet demande au Conseil Municipal de fournir gratuitement 1500 pins maritimes d'au moins 25 centimètres de diamètre pour fixer le chenal par une digue côté sud. Le Conseil accepte et se prend à rêver de l'aménagement d'un port d'échouage à cet endroit de la côte landaise où les navires ne trouvent aucun refuge :
« Si l’administration fait construire cette digue sur la rive gauche de l'embouchure, la marée pourra monter jusqu'à l'étang et permettre de faire un petit cabotage jusqu'à ce lieu, où les navires trouveront un bon mouillage. Ce port pourrait être l'entrepôt de toute la contrée ».
Tandis que les travaux de construction de la digue se poursuivent, l'entrepreneur Monsieur Traversé F cherche de la pierre pour la consolider. Le Conseil Municipal lui propose d'en prélever gratuitement dans la lande communale, charge à l'entrepreneur de reboucher les fosses de prélèvement au fur et à mesure. Les travaux s'achèvent en 1838 et le Courant est désormais contraint de se jeter en ligne droite dans l'océan sans dériver vers le sud. Par cette nouvelle orientation, il reçoit de plein fouet le mascaret, onde de la marée montante provoquant une brusque surélévation du niveau de l'eau. Ce phénomène naturel et le sol mal stabilité concourent à la fragilisation des aménagements de l'embouchure. Mais les travaux de construction du cordon dunaire littoral peuvent reprendre à partir de la nouvelle embouchure. L'ancien lit du courant, inscrit dans la lette de Leslurgues, s'assèche progressivement et se comble par l'apport de sable éolien. L'administration peut envisager de stabiliser les dunes à l'arrière du cordon dunaire en plantant la forêt rétro-littorale et de réserver la lette (dépression entre deux dunes) pour le pacage. Bientôt, de l'ancien lit du Courant ne subsistent que deux fosses d'importance inégale que l'on appelle les étangs de la Malloueyre.
Les nouveaux aménagements créent toutefois des déséquilibres. La houle qui pénètre dans le goulet est rejetée vers la rive nord et érode la berge, entraînant l'ouverture d'une brèche et la formation d'un lac à l’emplacement du quartier des pêcheurs, s'étalant dans ce qui deviendra plus tard le parking du Courant jusqu'à la gare. La place du marché, la rue Brémontier et un ancien bureau de douane sont inondés. À hauteur du pré-salé, à 1,5 km de l'océan, deux bras se forment, l'un presque rectiligne dans le sens Est-Ouest, l'autre érodant la berge Sud s'infléchit de plus en plus. L'ancien lit au Nord se comble et pourra bientôt être planté, à hauteur de la dune du Canon (également dite de Lapineyres). Plus grave, le courant ouvre une brèche en 1853 dans la digue à hauteur de la rue de la Pibale et sous l'effet des crues, repart vers son antique lit et détruisant au passage la dune littorale. Cette dérive du Courant entraîne des controverses d'ordres divers : opposition entre propriétaires des terrains riverains avec l'administration, échanges au sein du Conseil Municipal pour décider des aménagements à poursuivre (Monsieur Chanflorin, ingénieur du service des Mines, propose de réunir le Courant de Contis à celui de Mimizan pour créer une embouchure commune, projet qui reçoit un avis favorable mais qui restera lettre morte), tentative de la Commune de vendre à l'État des terrains dont elle est propriétaire pour transférer la responsabilité et les coûts d'aménagement nécessaires.
Diverses études sont toutefois entreprises. En 1865, le Conseil général des Landes souhaite reprendre les travaux en profitant de l'expérience acquise lors des aménagements réalisés à Contis et dans le port de Capbreton. En 1867, les Ponts et Chaussées réclament à la commune l'attribution de deux cents poteaux de 7 à 8 mètres de long et d'un diamètre de 30 cm pour établir un barrage provisoire. Le Conseil Municipal en profite pour renouveler, sans succès, son offre de cession. en 1871, la Guerre franco-prussienne étant terminée, les travaux civils peuvent redémarrer. Les progrès techniques que chaque guerre favorise permettent de mener rondement les travaux qui sont achevés en 1874. La digue sud est renforcée de blocs de béton et sur la rive nord est construit un clayonnage qui canalise le Courant. Celui-ci reste contenu dans son lit, non sans difficulté toutefois, nécessitant de fréquentes interventions.

#### Aménagements
En 1870, les bains de mer sont très à la mode. Il existe trois stations balnéaires sur la côte aquitaine, Soulac au nord, Biarritz au sud, Arcachon au centre. Si on veut développer Mimizan, il faut d'abord maîtriser le courant. Les digues construites entre 1871 et 1874 empêchent le courant de dériver et lui dictent encore aujourd'hui son tracé en ligne droite, permettant le démarrage du tourisme balnéaire à Mimizan-les bains, comme on dit alors.
À la fin du XIXe siècle, le franchissement de l'embouchure du courant se fait grâce l'à l'aide d'un passeur, nommé Saint-Martin. Celui-ci aide les rares touristes à traverser en barque ou sur son dos. En 1895, on envisage de construire un pont métallique sur l'embouchure du courant pour le passage du train, mais le devis est trop élevé. Une solution provisoire est adoptée : en 1901, une passerelle en bois pour piétons est construite. Le 28 mai 1903, le projet définitif de l'extension de la voie de chemin de fer vers la plage est adopté par le conseil municipal. Il permet l'aménagement d'un arrêt provisoire baptisé Mimizan-Plage (côté sud) en 1907, la construction du pont du courant en 1907, à la fois pont ferré et routier et l'édification de la gare à Mimizan-les-Bains (côté nord) en 1908. La passerelle en bois provisoire est détruite cette même année. Le 1er avril 1960 marque la fin du transport de voyageurs.

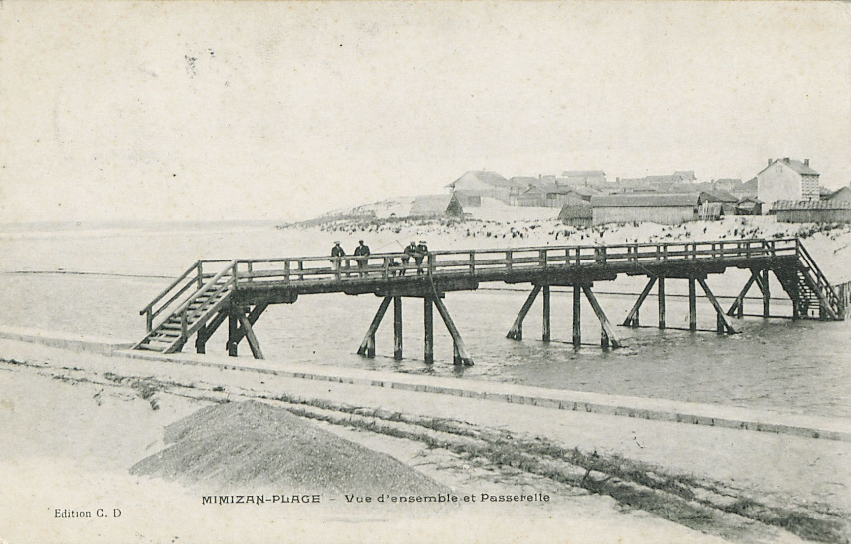
Passerelle en bois de franchissement piéton de l'embouchure du Courant
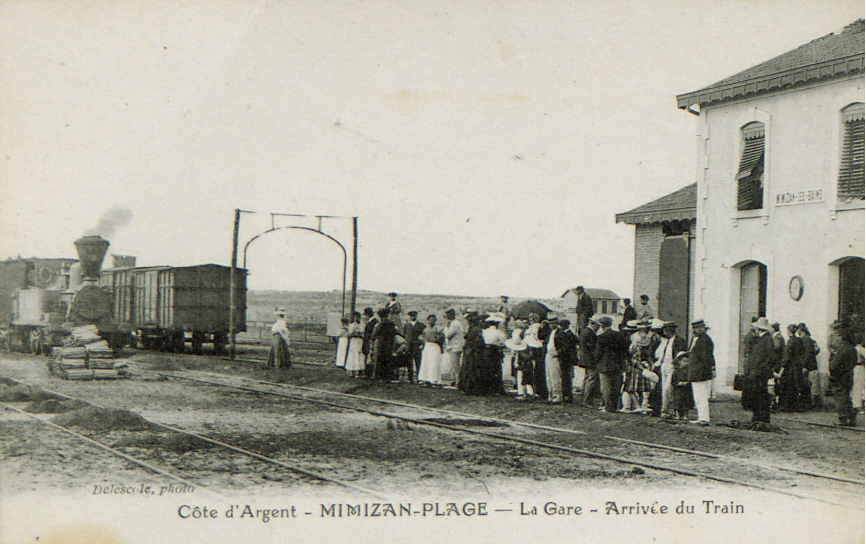
Gare de Mimizan-les-Bains
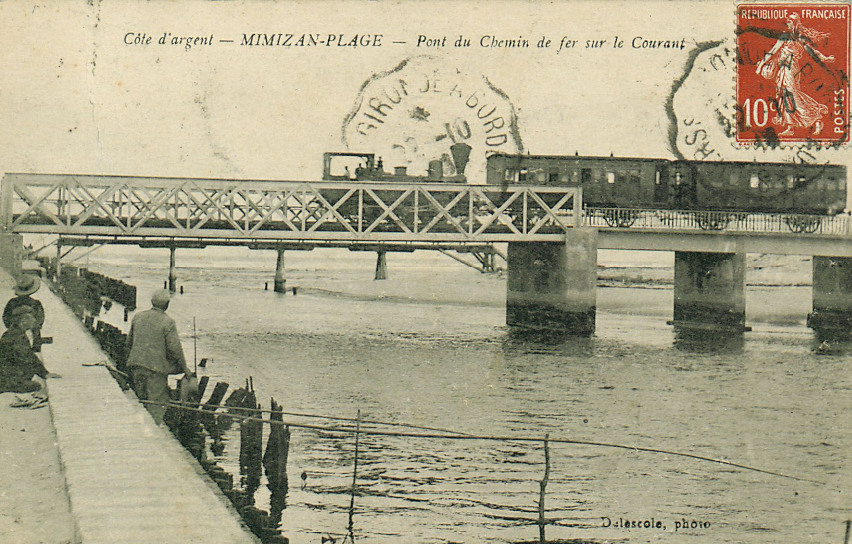
Pont du chemin de fer sur le Courant

L'hydrothérapie de Mimizan, édifiée sur la rive gauche du courant, est inauguré le 5 août 1923. Elle remplace un établissement de bains de mer en bois construit sur la plage et détruit en 1922 par une violente tempête. Malgré l'éloignement du danger de l'océan, elle subit elle aussi une avarie dès l'année suivant sa construction, lorsqu'un raz-de-marée en démolit l'aile aval le 9 janvier 1924. Durant cette même période, une colonie de vacances est édifiée non loin de là, plus en amont le long du courant. Dans les années 1930, les enfants qui y séjournent croisent parfois au cours de leurs sorties un autre groupe d'enfants séjournant dans la colonie du Pylône. L'édifice accueille ensuite le  Parti social français, dont Jean Mermoz est vice-président, et Antoine de Saint-Exupéry, un membre éminent, avant de devenir l'hôtel Mermoz.

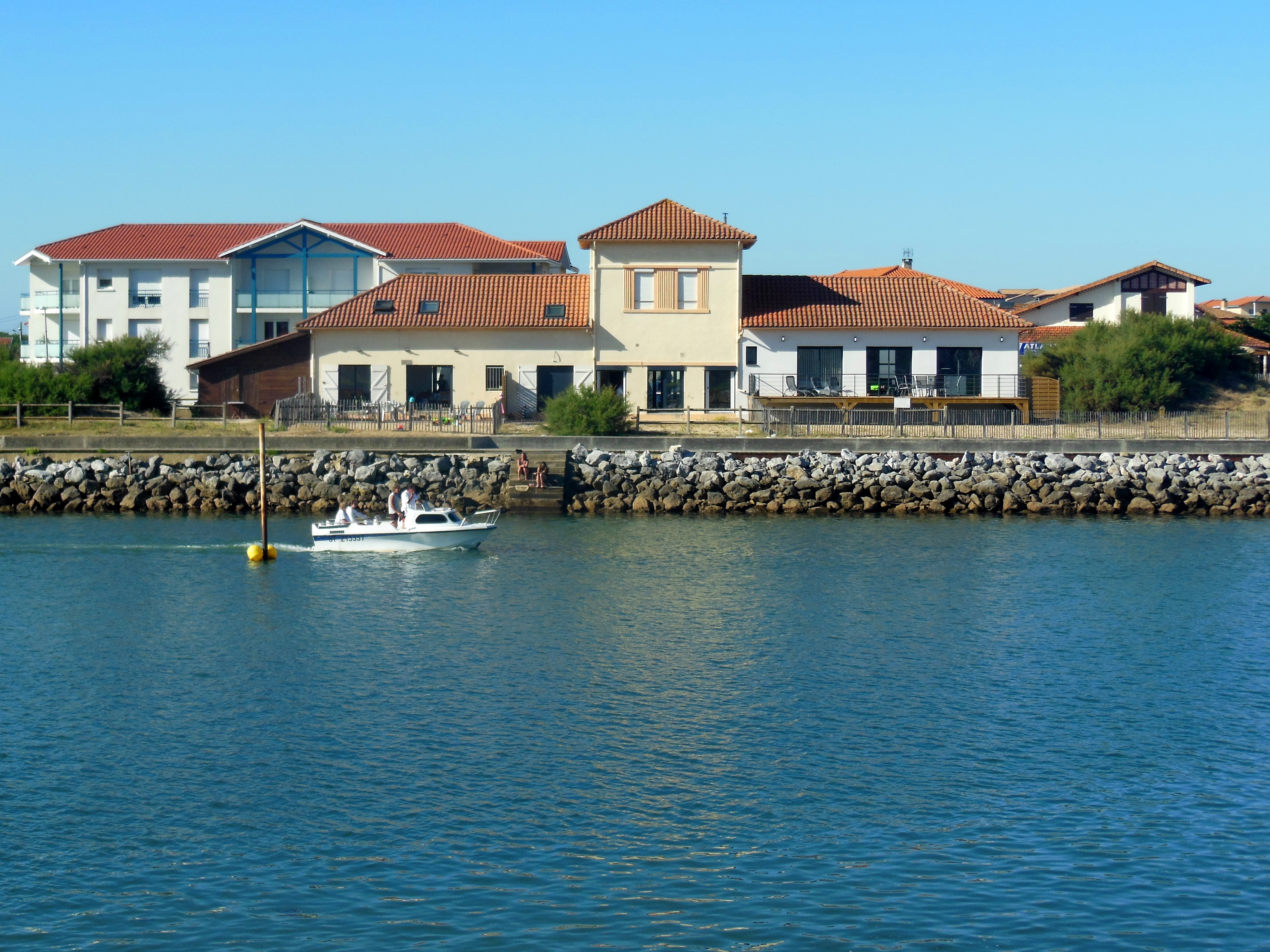
Ancienne hydrothérapie de Mimizan le long du Courant
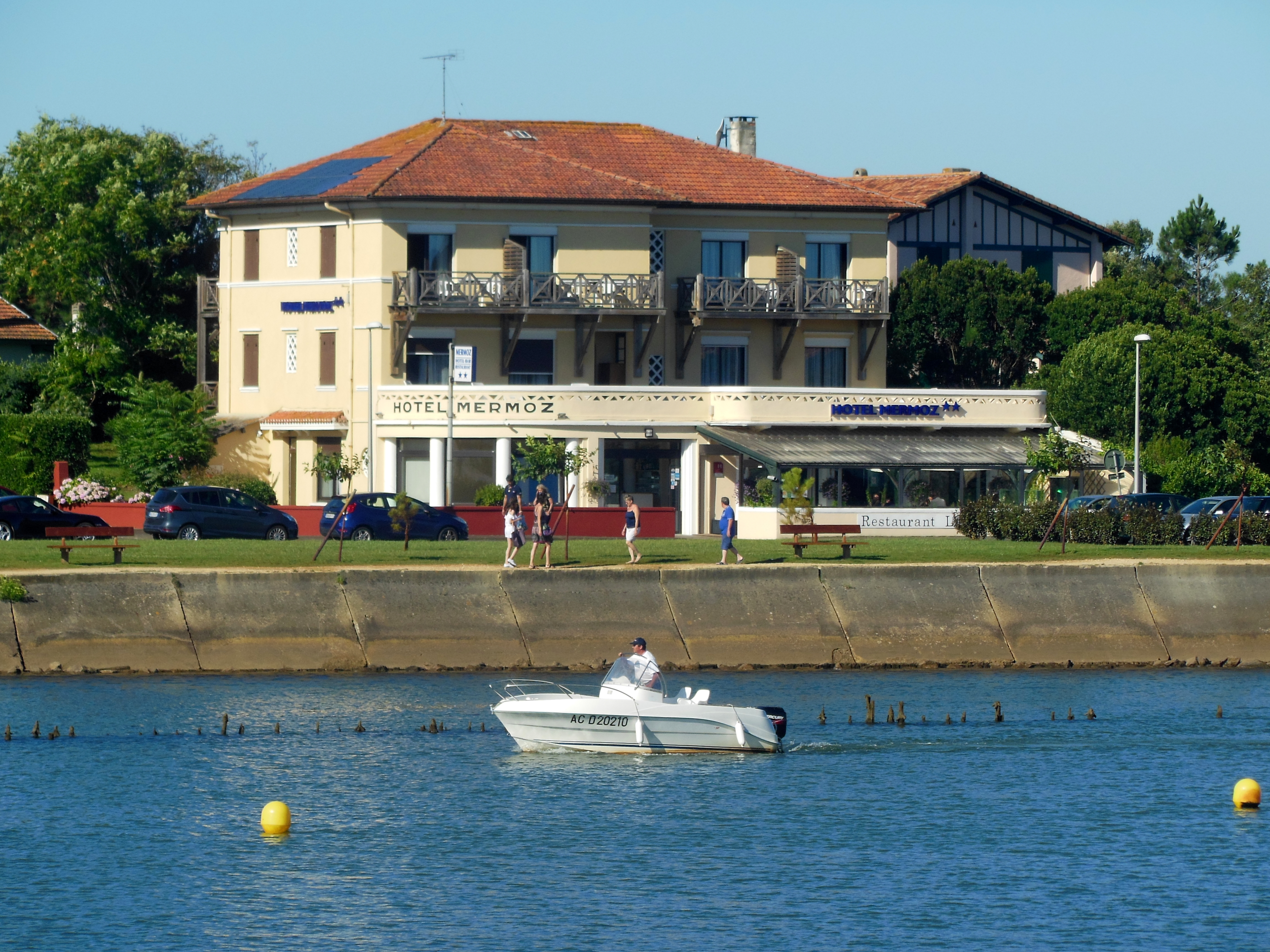
Ancien hôtel Mermoz, 16 avenue du Courant

Pendant l'occupation allemande de Mimizan, du 28 juin 1940 au 24 août 1944, le pont rouge sur le courant est le point de passage obligatoire pour se rendre de Mimizan-Bourg à Mimizan-Plage. Il ferme le soir pour rouvrir le lendemain matin à 5h30. Les soldats allemands y contrôlent les autorisations de passage.
En 1967, un petit monument en garluche, orné d'un statue de la Vierge et d'un crucifix, est édifié autour le la source Notre-Dame, au bord du Courant, à quelques centaines de mètres an aval du pont Rouge, sur la rive gauche, en un lieu qui commémore l'endroit où une femme fut guérie d'une maladie de peau vers 1907. En 1969 est inaugurée l'église Notre-Dame des Dunes, sur la rive droite du Courant, à proximité du quartier des pêcheurs. L'année suivante sont ouvertes les arènes de Mimizan, plus en amont. À la fin du XXe siècle, des pontons flottants sont installés sur la rive gauche du Courant pour y aménager un port de plaisance. De nos jours, l'érosion marine ne ménage pas les digues aménagées en 1871 et 1873 et le courant fait l'objet d'une surveillance continue.

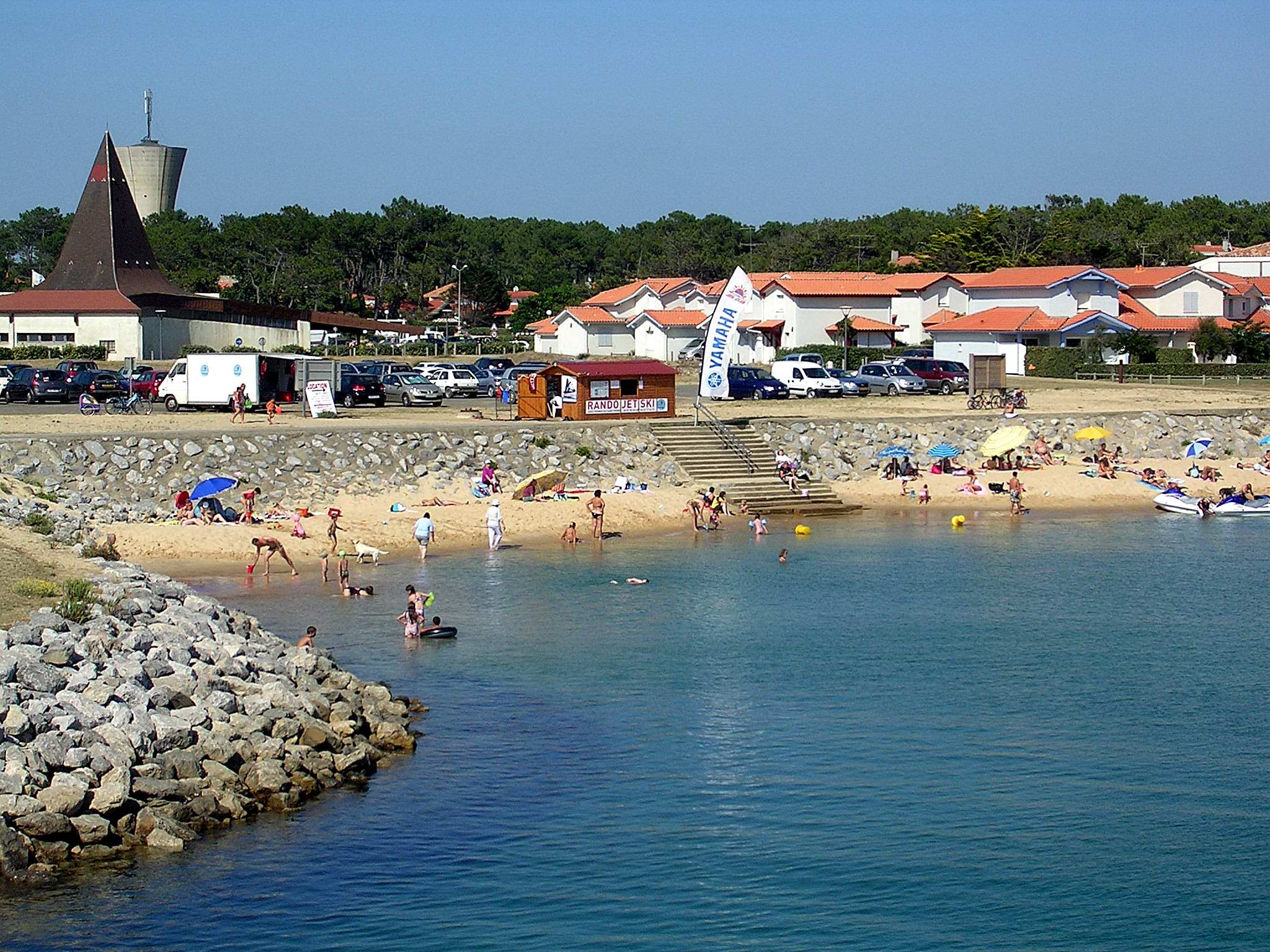
Plage des enfants, ancien quartier des pêcheurs et église Notre-Dame des Dunes en arrière plan
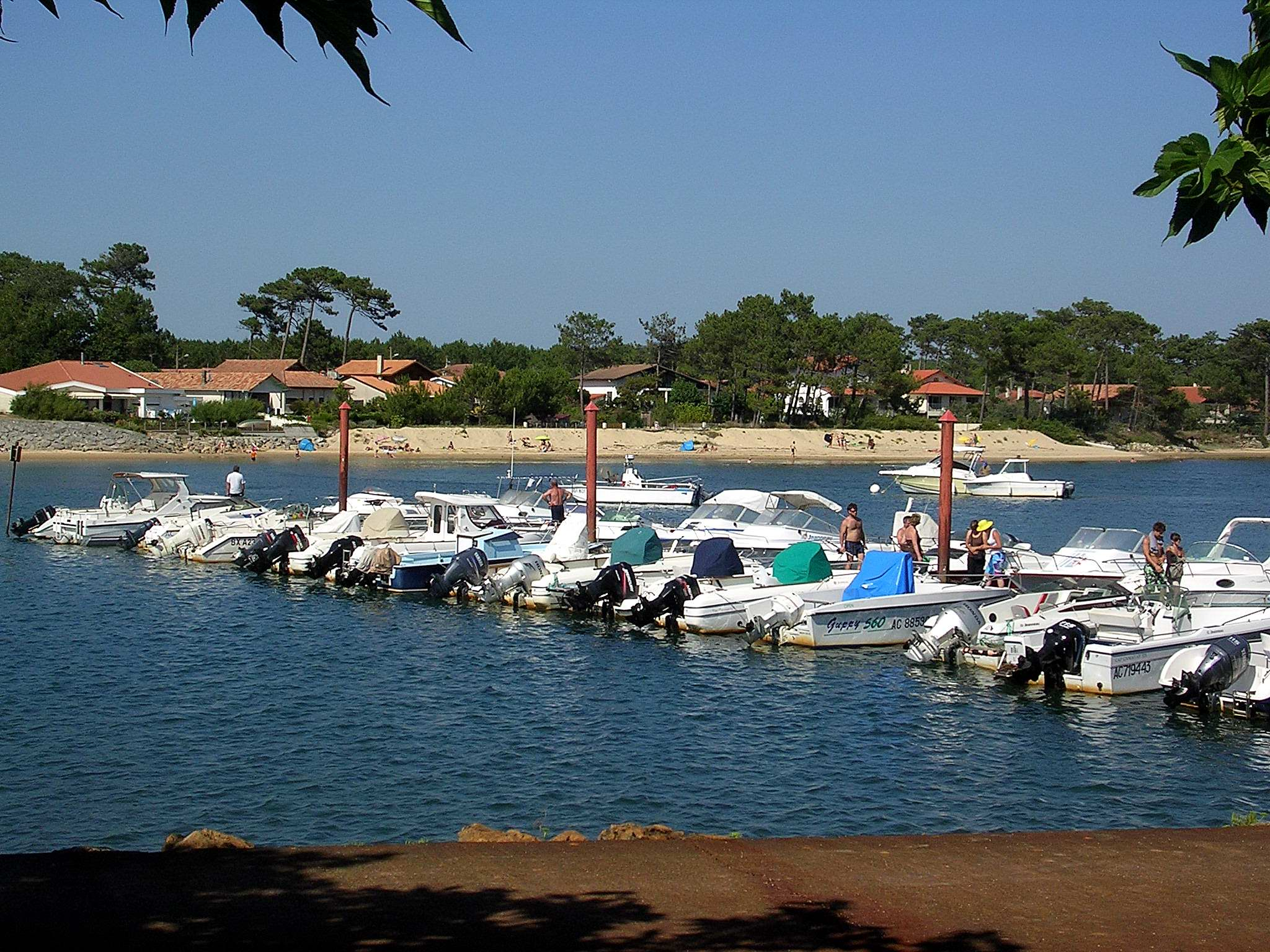
Ponton flottant du port de plaisance sur le courant
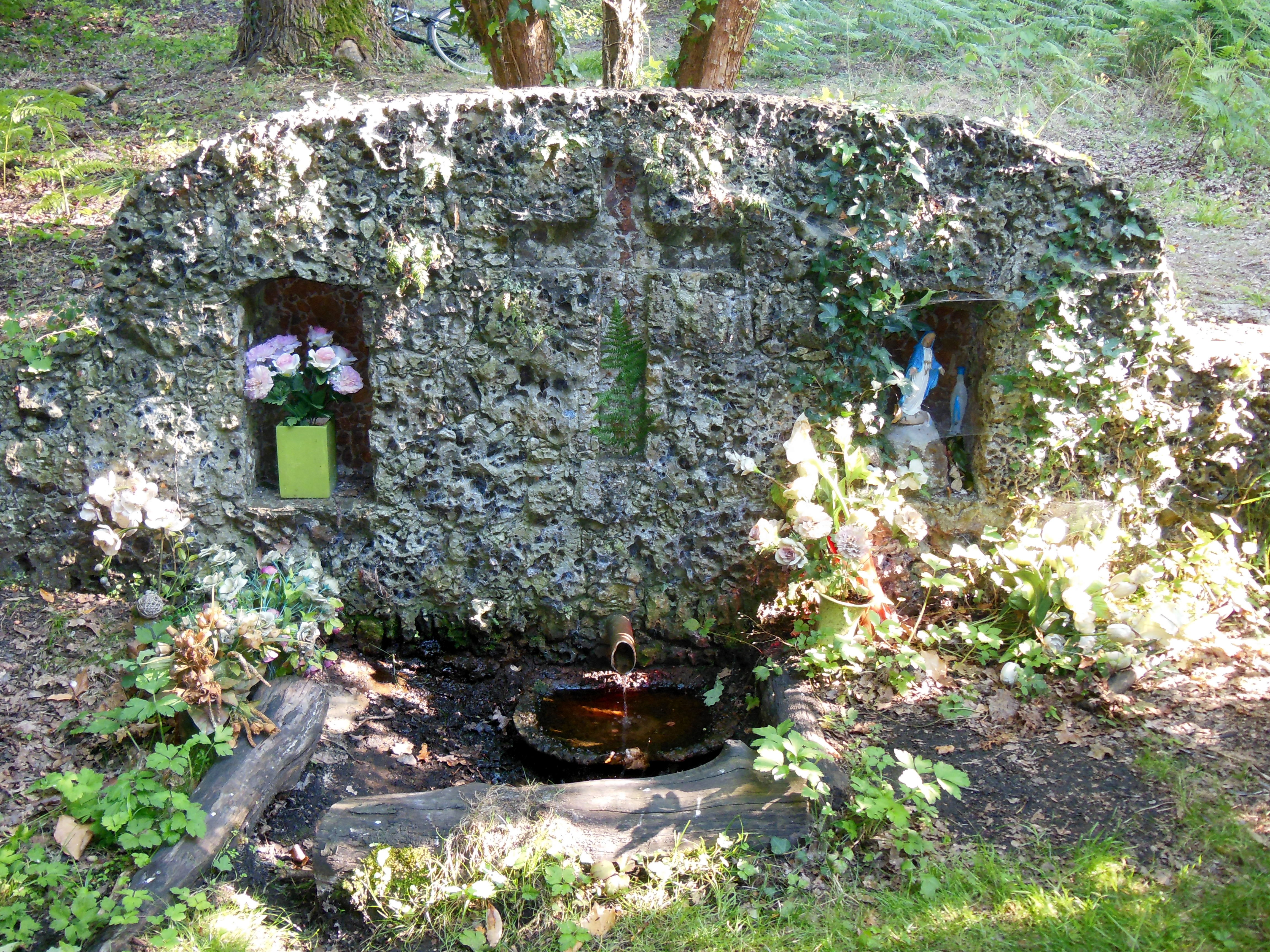
Source Notre-Dame

### La pêche
La pêche était jadis une activité importante, comme en témoigne la dîme sur deux pêcheries accordée en 1035 par Guillaume, comte de Poitiers, au prieuré de Mimizan. Pendant longtemps, la pêche à la nasse est pratiquée avec filets et pièges réalisés à partir de fagots. Les captures étaient principalement composées de brochets, carpes, gardons, perches ou anguilles. Au début du XXe siècle, il existait sur les bords du courant des parcs à huîtres, dont l'exploitation était encadrée par des autorisations délivrées par le conseil municipal.
Pendant l'occupation allemande de Mimizan, les accès à la plage sont minés, la pêche y est donc strictement interdite. Le pont du courant est le seul endroit d'où on peut encore pêcher à la ligne et devient à cet égard très fréquenté. Dans son carnet de notes, la réfugiée russe Xenia Dénikine écrit en date du 17 mars 1942 que dans la nuit, des habitants se sont livrés, près du pont du Courant, à la pêche saisonnière de la pibale. Des sentinelles allemandes passant par là les ont pris pour des « parachutistes se préparant à faire sauter le pont », comme ils l'ont expliqué par la suite, et ont tiré sans sommation. Un des pêcheurs, ouvrier à la papeterie, a été tué. Le 1er avril, Xenia Dénikine note que la veuve dudit pêcheur a été convoquée par le Kommandant de la plage, qui lui a proposé une « compensation » en Reichsmarks. La veuve s'en indigne, fond en larme et répond que la seule compensation est que l'assassin soit pendu. Le Kommandant tente en retour de lui expliquer qu'en tirant, la sentinelle croyait faire son devoir.
La pêche en mer à la pinasse disparaît de Mimizan à l'orée des années 1970. L'ancien quartier des pêcheurs, fait de vieilles cabanes en bois, était jadis situé sur la rive droite du courant. Les embarcations se remettaient à cet endroit des efforts consentis en mer. La fête de la mer de Mimizan en perpétue le souvenir chaque année le 1er mai, en organisant notamment un défilé nautique sur le Courant. Le typique quartier des pêcheurs cède la place à la fin du XXe siècle à un ensemble résidentiel.

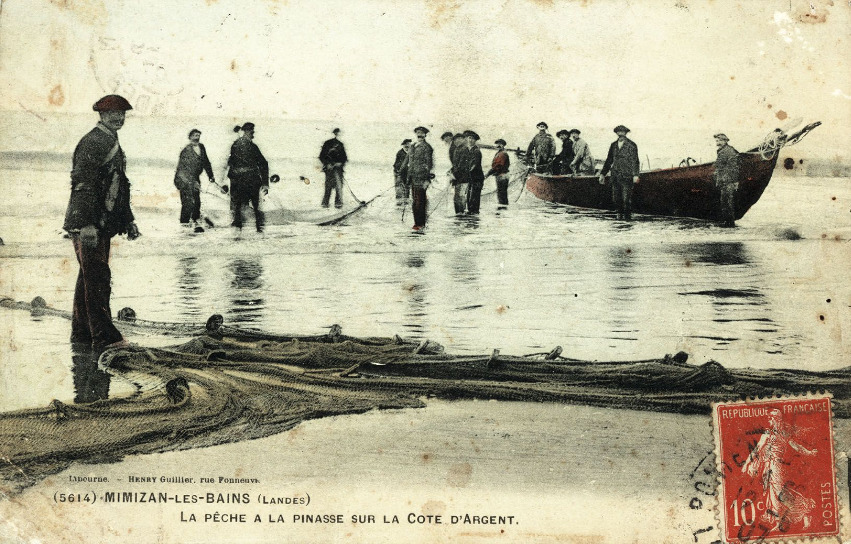
Pêche à la pinasse à Mimizan.

De nos jours, les pêcheurs peuvent espérer capturer dans le Courant des mulets, bars et de novembre à mars, la pêche nocturne permet d'attraper anguilles et pibales,.

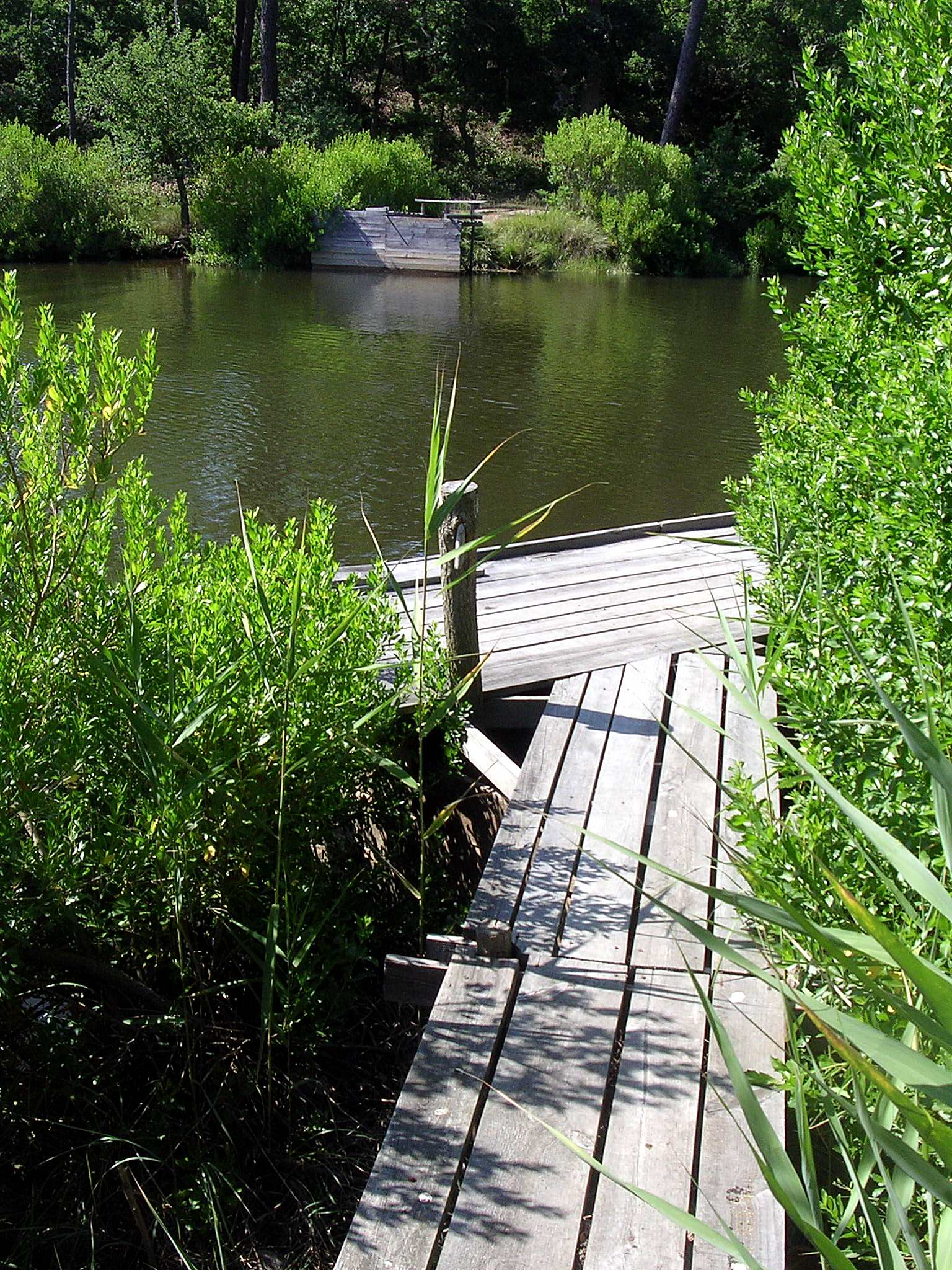
Pontons de pêche
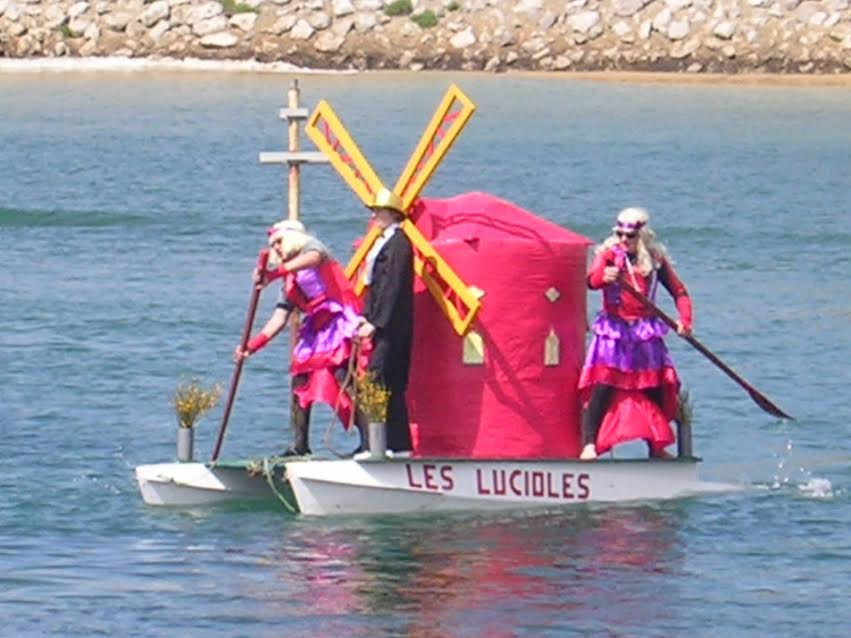
Défilé nautique (parodie) sur le Courant lors de la fête de la mer de Mimizan

### Classement
La partie aval du courant de Mimizan est soumise à l'influence des marées, favorisant la formation d'une petite zone de pré salé dans son dernier méandre avant l'océan Atlantique. Ce type de formation est rare  sur la côte landaise. Ce pré salé du courant de Mimizan fait l'objet d'un inventaire ZNIEFF de type 1 en 1990. Le courant fait également partie du site Natura 2000 FR7200714 - Zones humides de l'arrière dune du Pays de Born et de Buch.

### Le courant par étapes

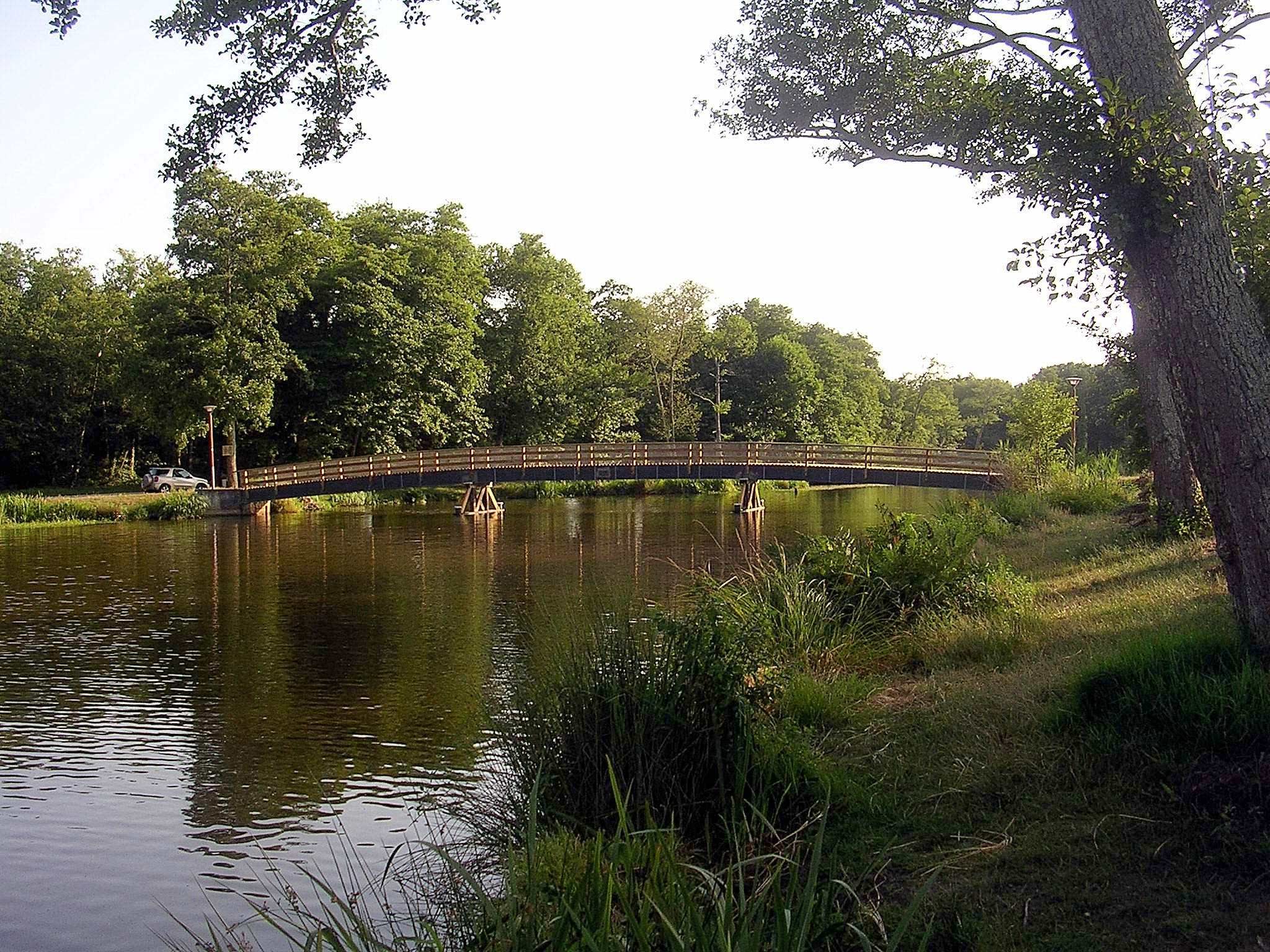
Naissance du courant au pied de la passerelle de Gombaut
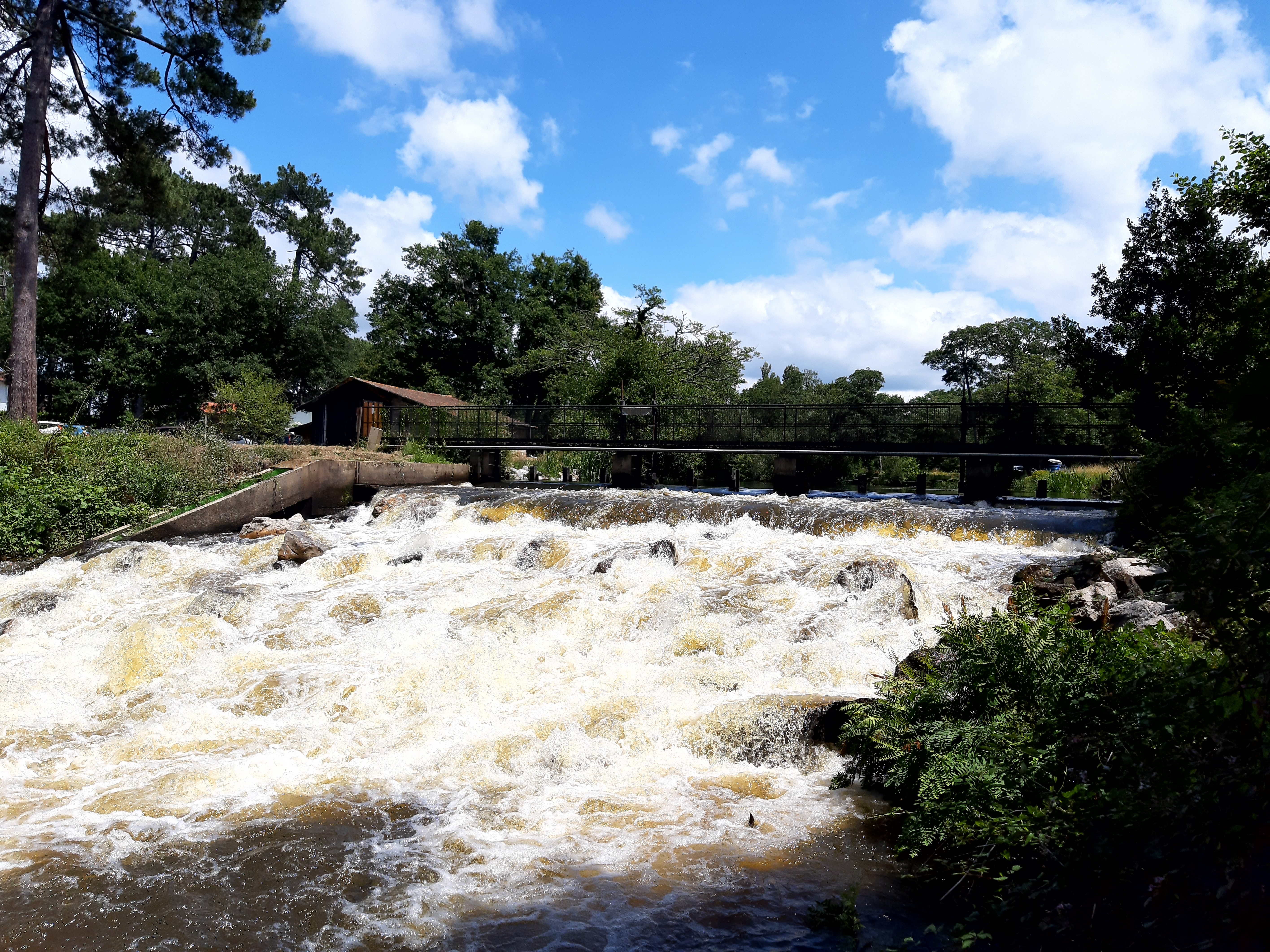
Passerelle franchissant les rapides
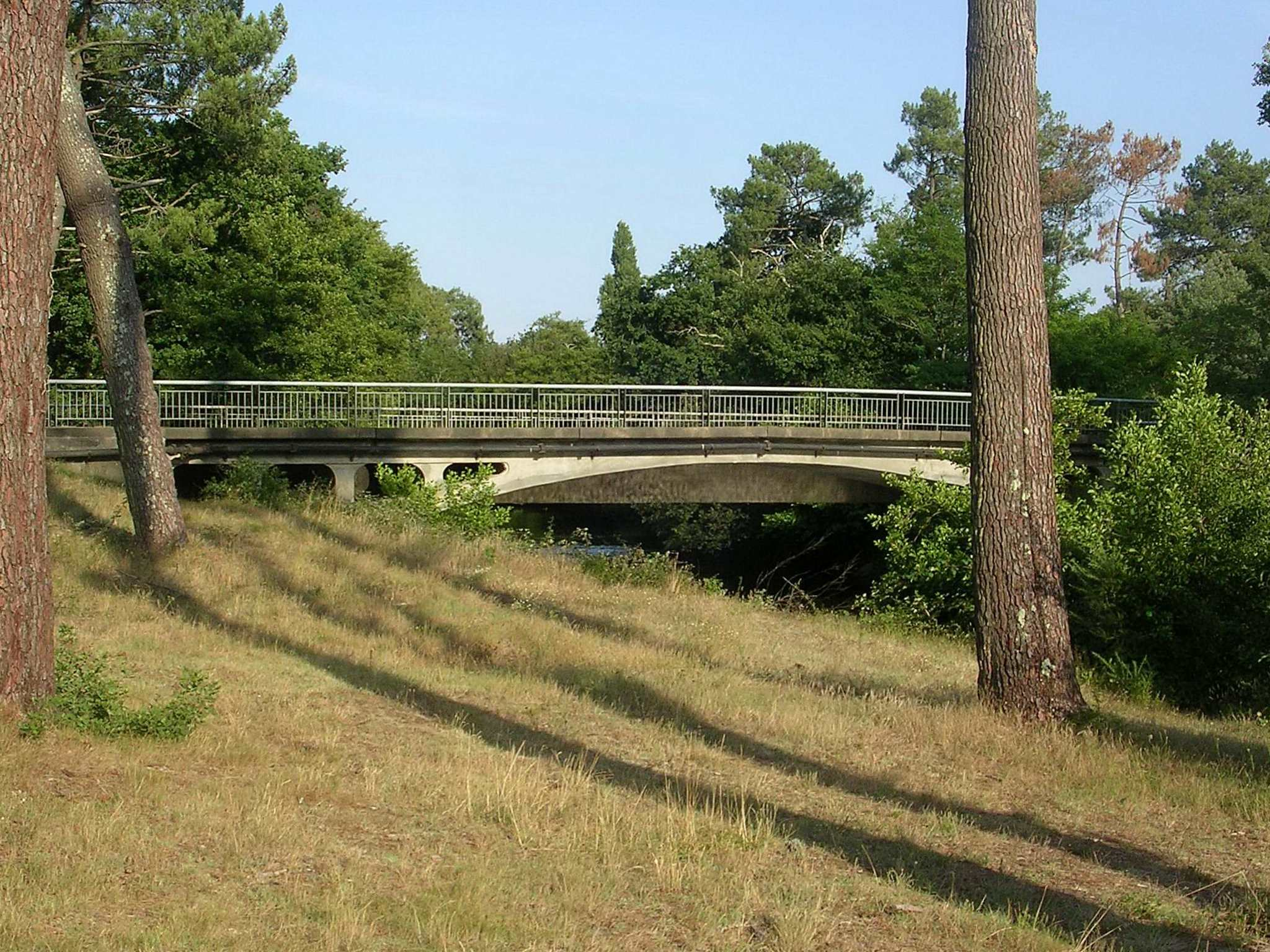
Le pont de Vigon
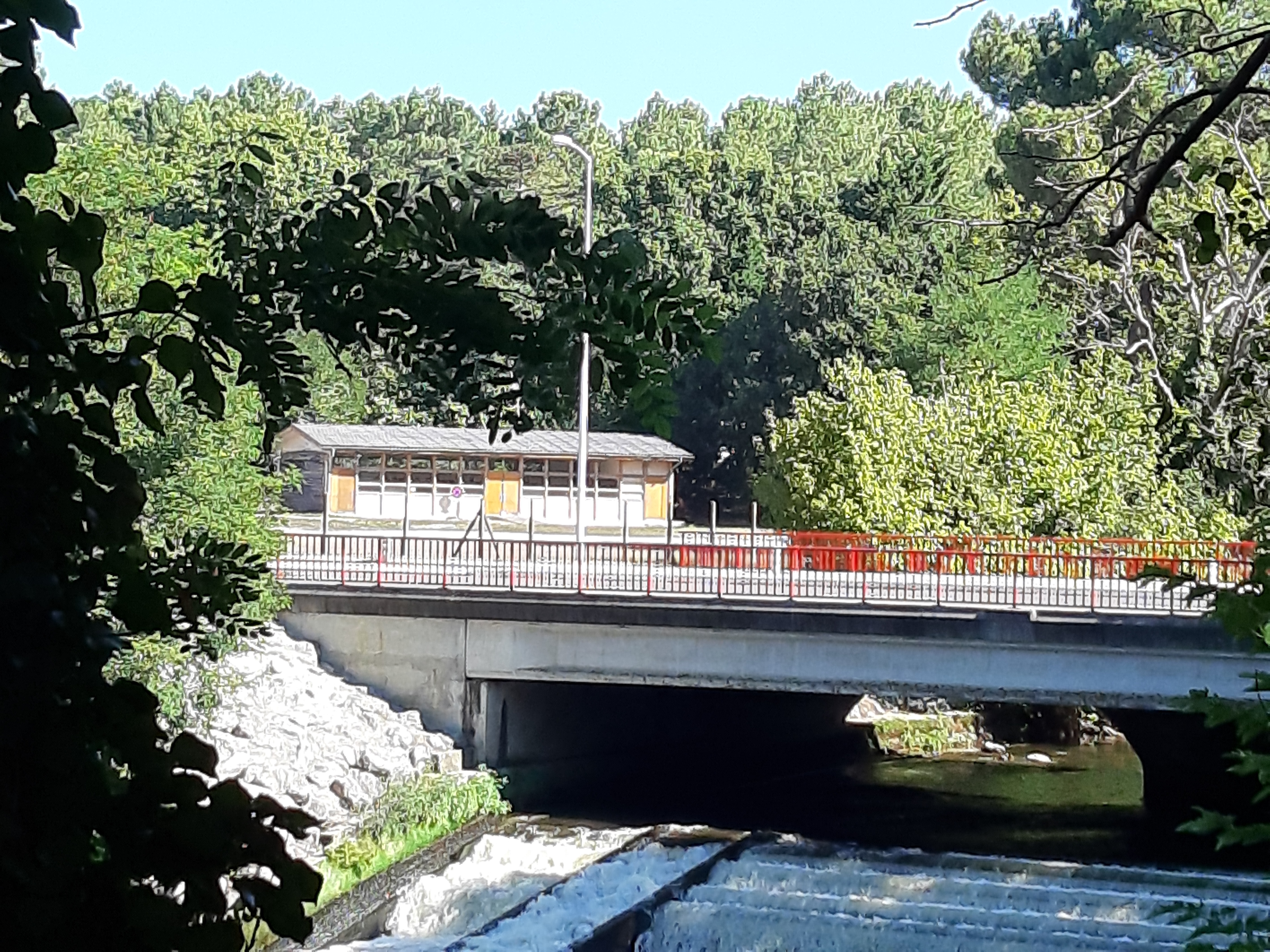
Le pont rouge, édifié en 1879

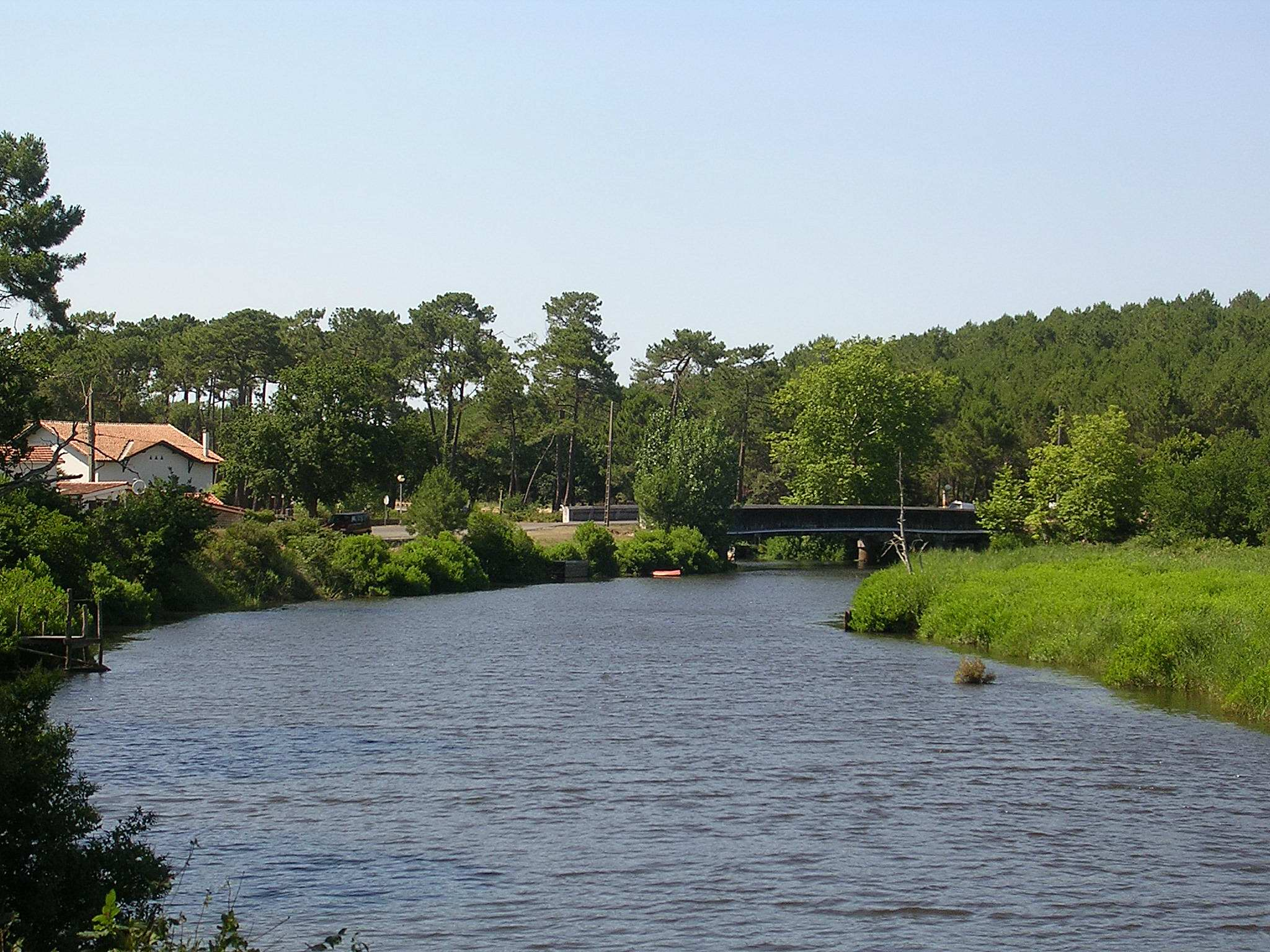
Le pont des Trounques, édifié par l'architecte Saint-Monod en 1931
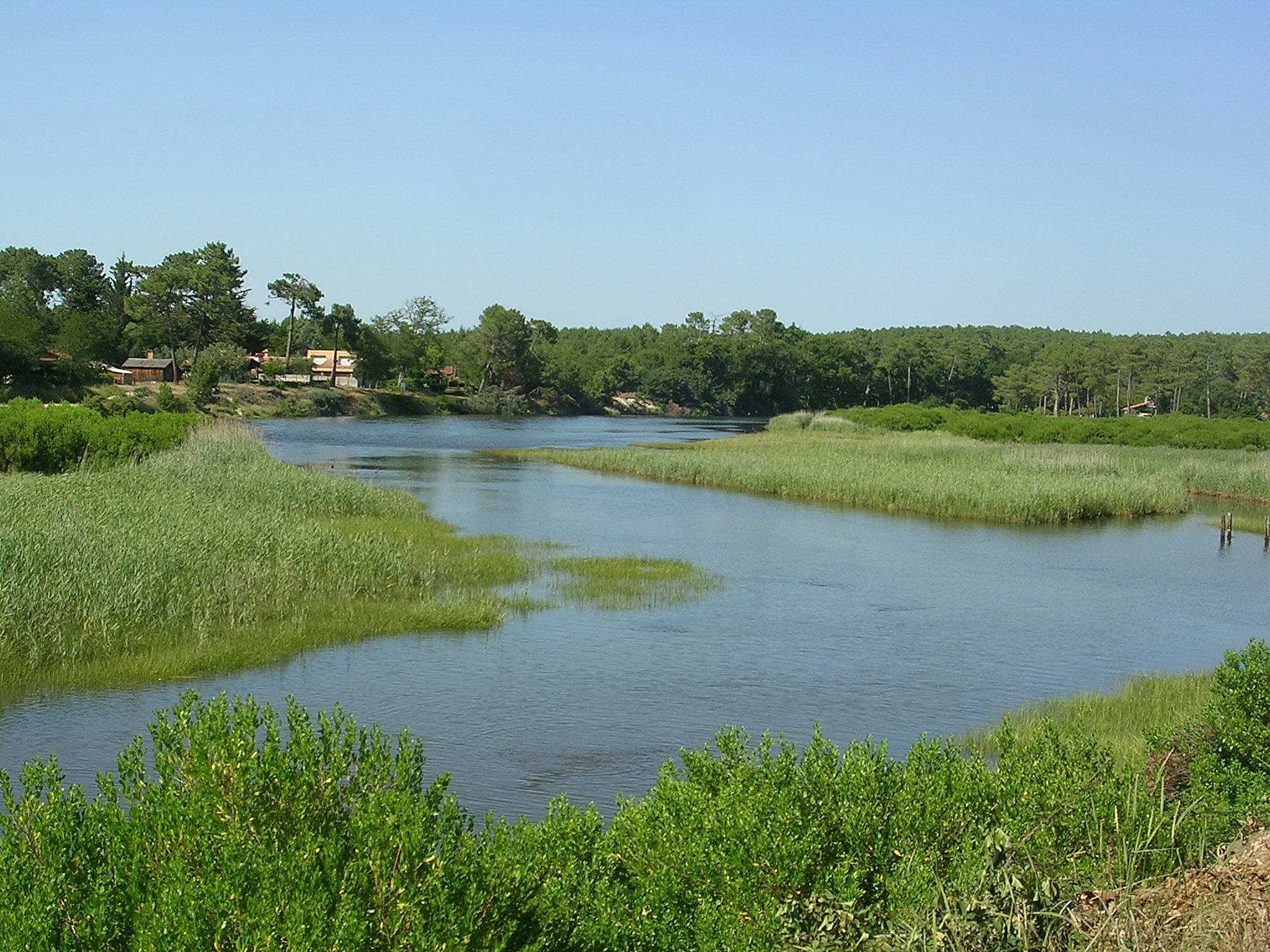
Le pré salé
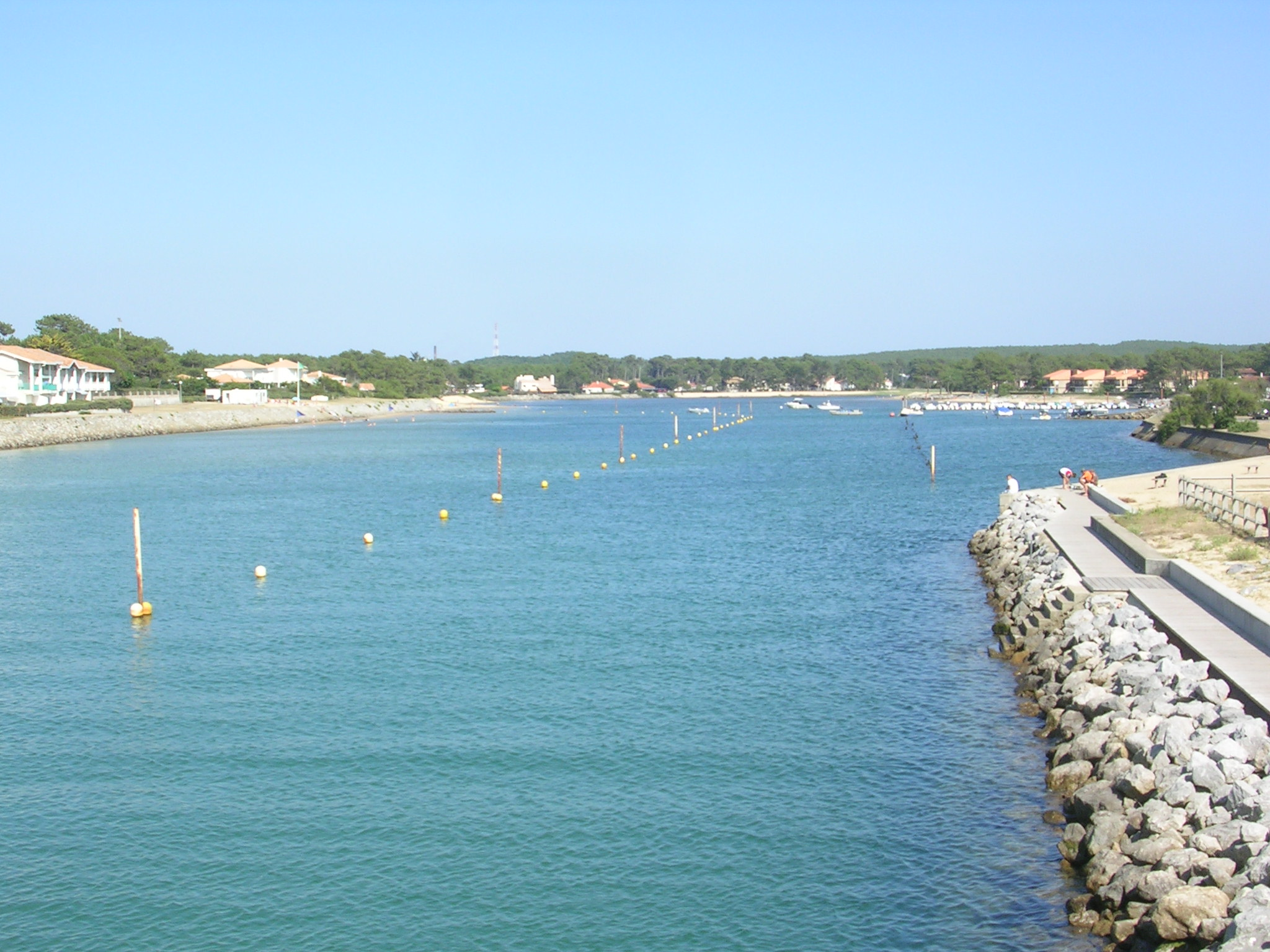
Le port de plaisance, vu du pont du courant
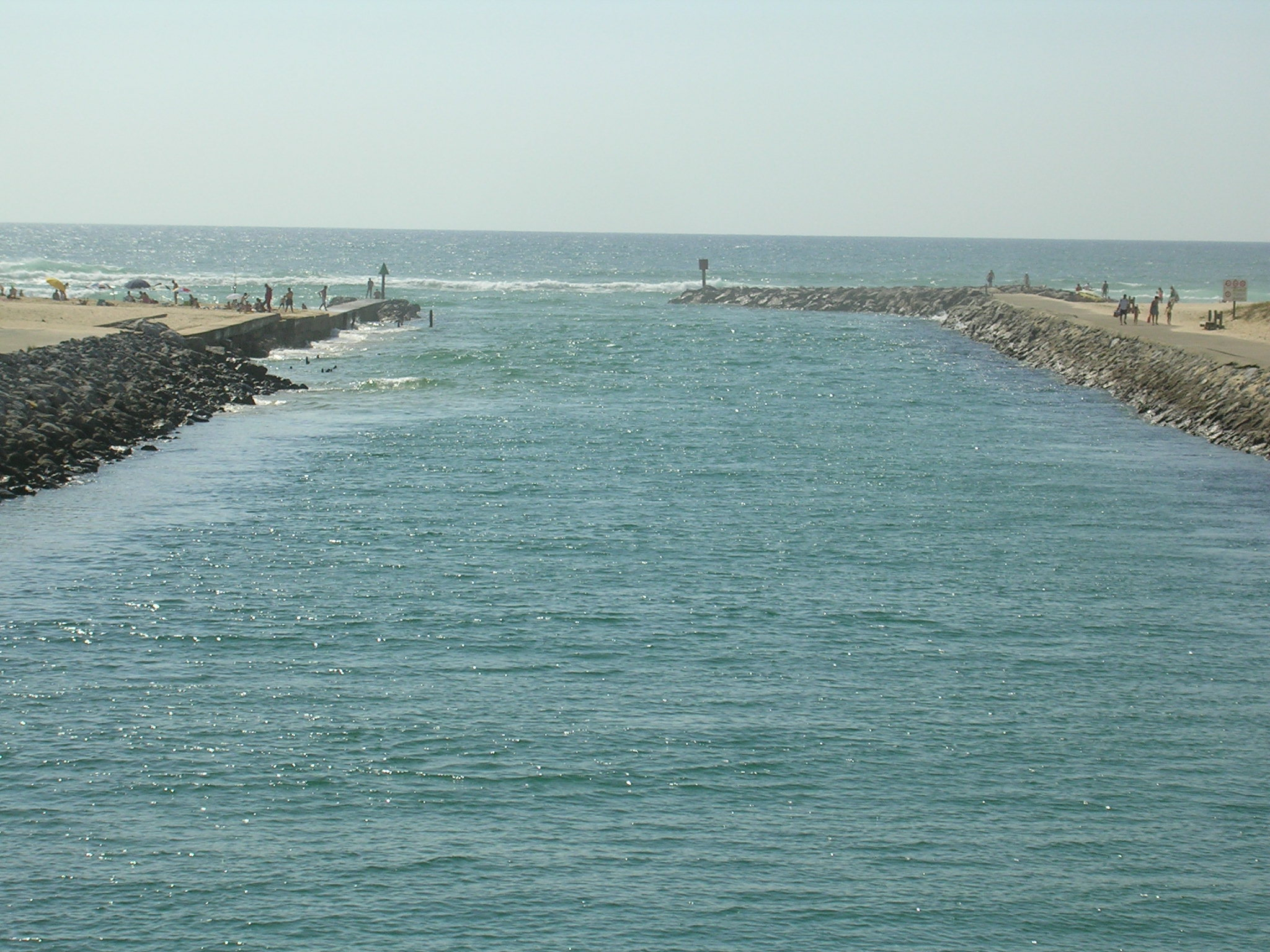
L'embouchure rectiligne vers l'océan entre les deux digues, vue du pont du courant édifié en 1907

## Affluents
Le Courant de Mimizan est alimenté par des affluents tous situés sur sa rive gauche

### Ruisseau de Capit
Le ruisseau de Capit, long de 8,4 km, prend sa source à Saint-Paul-en-Born, poursuit son parcours à Aureilhan et se jette dans le courant à Mimizan. Une partie de son cours est une frontière naturelle entre les communes de Mimizan et d'Aureilhan.

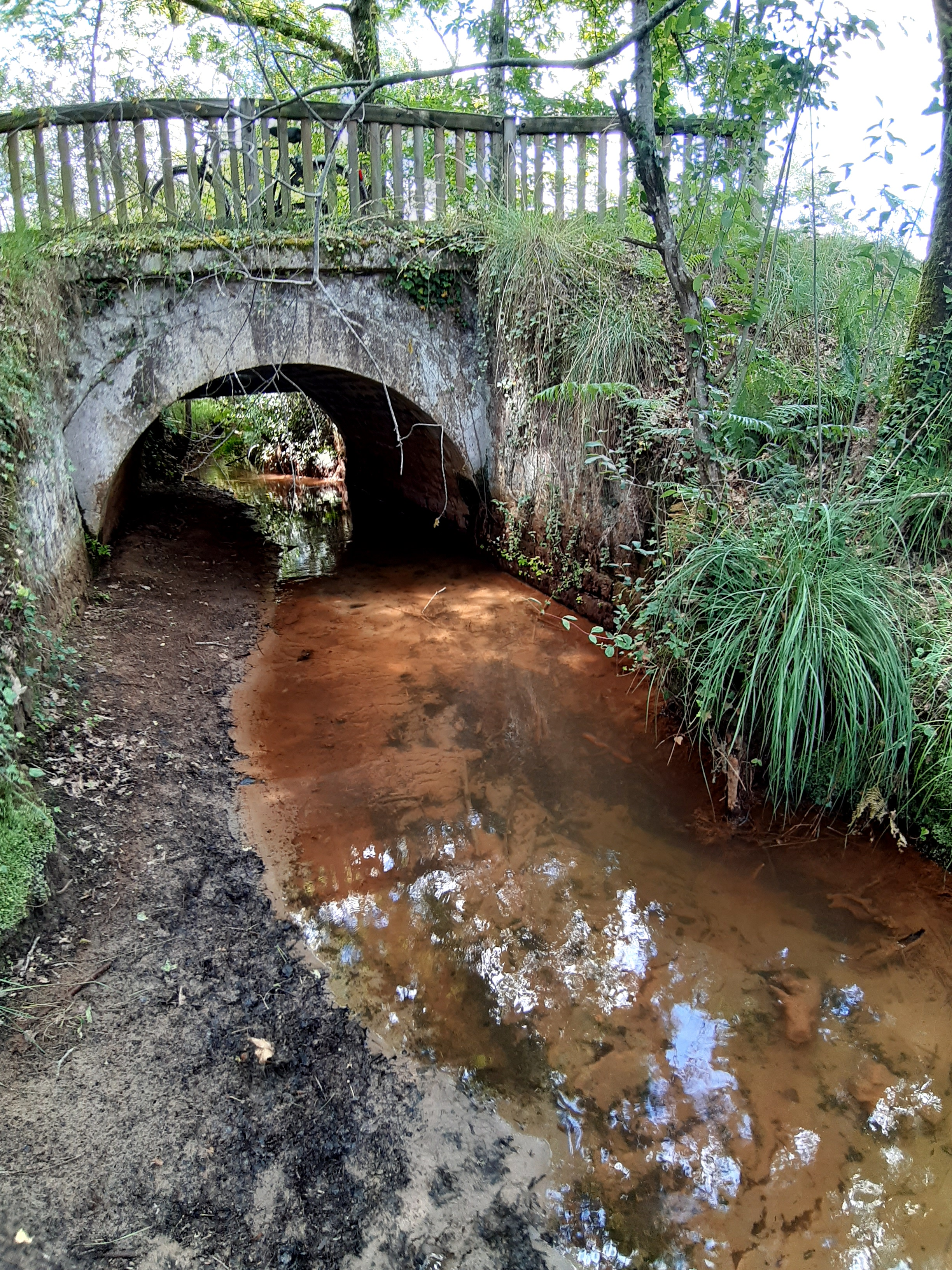
Ruisseau de Capit, à hauteur de l'ancien pont ferroviaire sur la ligne Labouheyre-Mimizan (piste cyclable actuellement)

### Ruisseau de Robichon
Le cours de 3,9 km du ruisseau de Robichon est inscrit sur la commune de Mimizan. Il est alimenté par le ruisseau Notre-Dame (9,8 km), qui est un affluent rive gauche, et lui même se jette dans le courant, dont il est un affluent rive gauche.

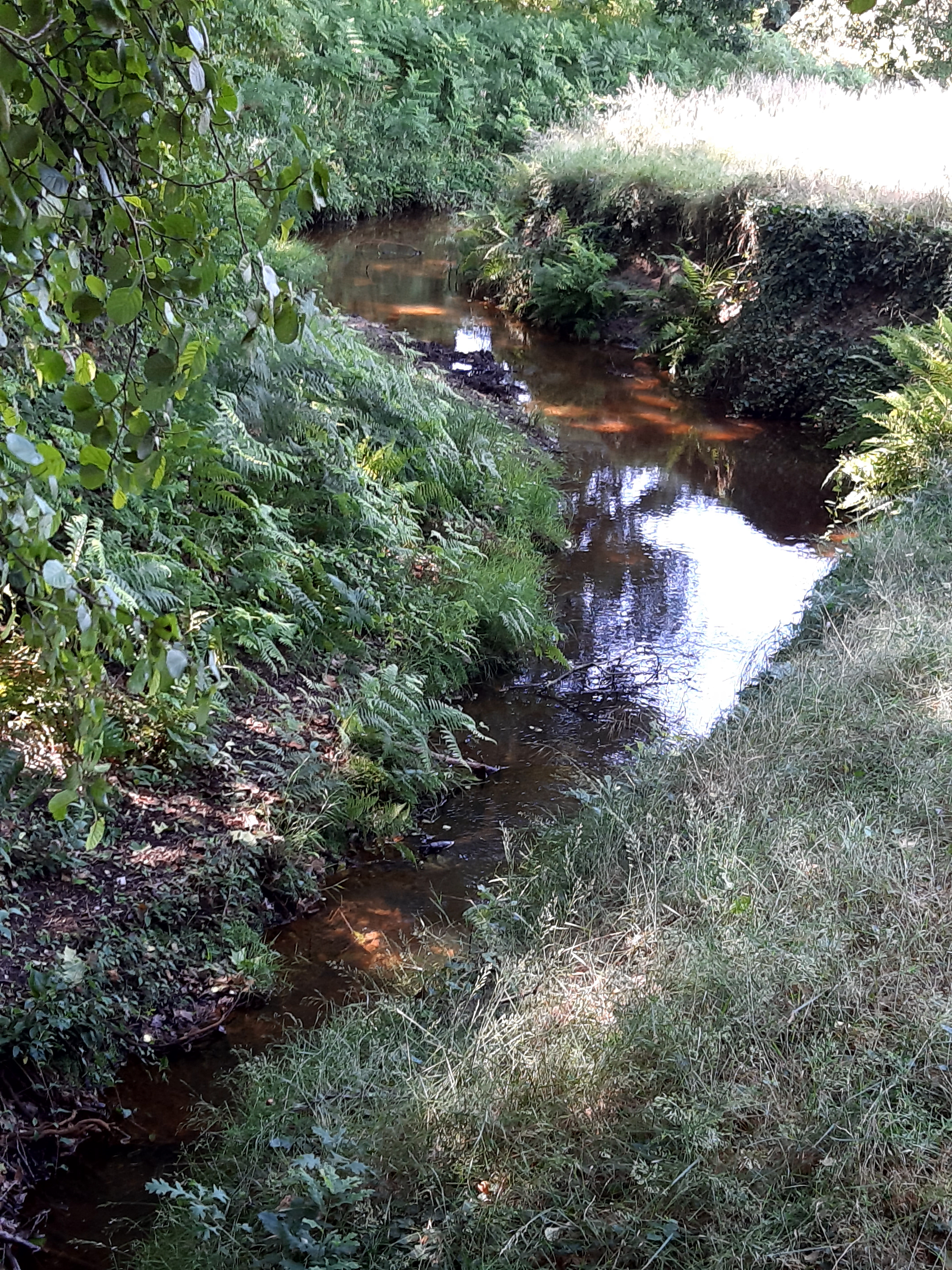
Ruisseau de Robichon à Mimizan
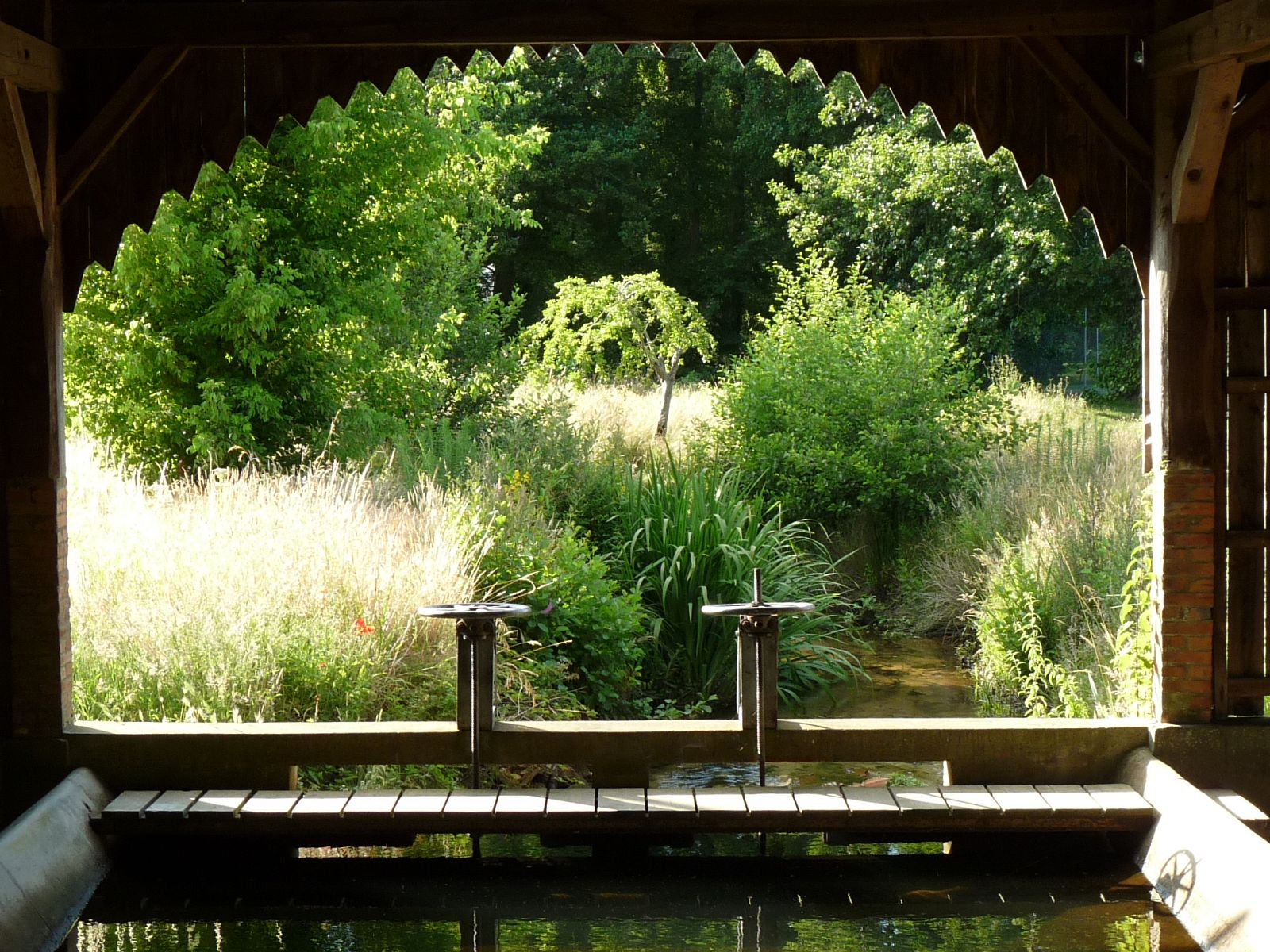
Eaux du ruisseau Notre-Dame (affluent du Robichon) alimentant le lavoir de Cadette

### Ruisseau de Tirelagüe
Le ruisseau de Tirelagüe, portant le nom de Canal de Ceyrolles sur une partie de son cours et long de 13,9 km, est le dernier affluent du courant.

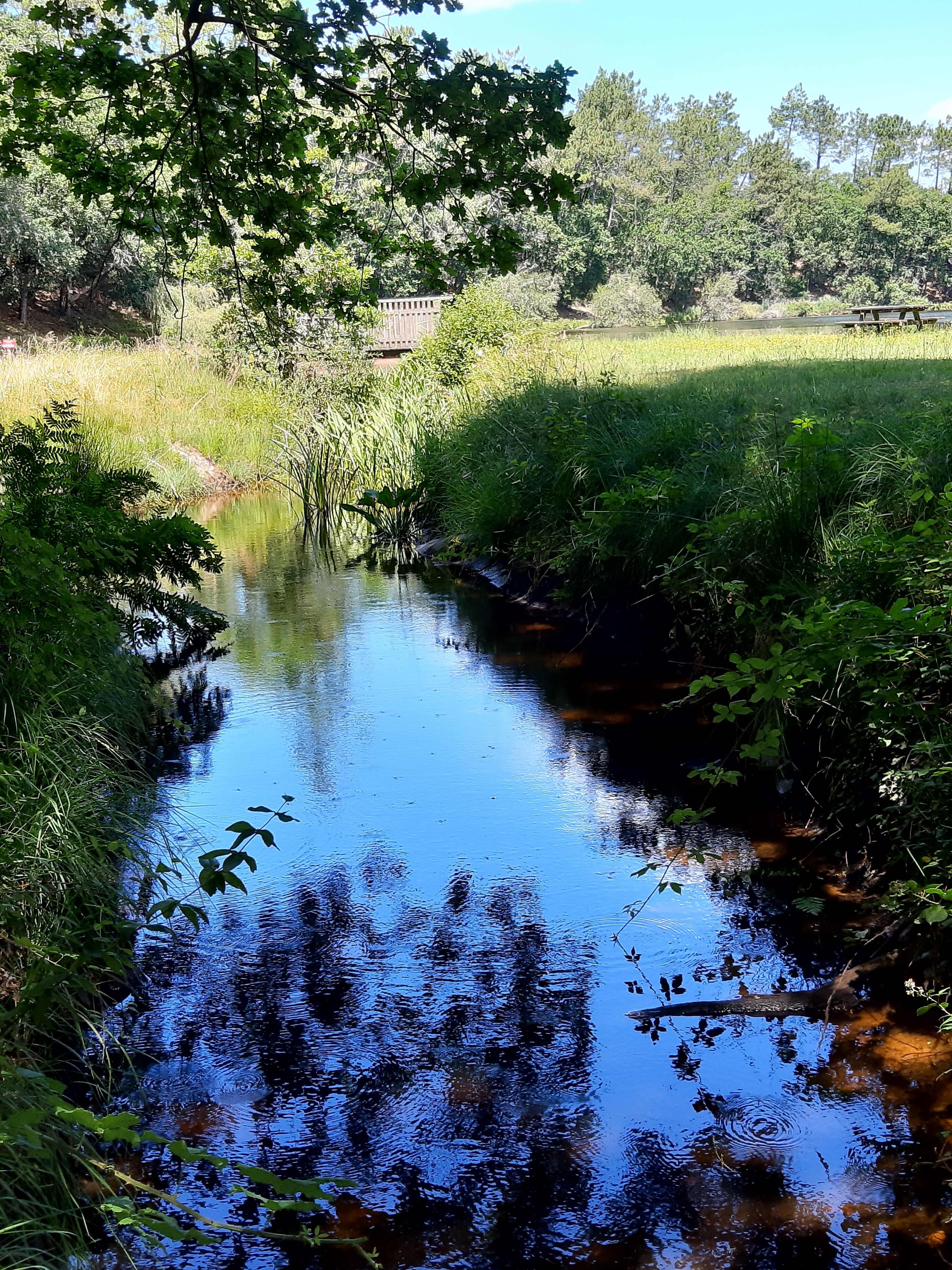
Ruisseau de Tirelagüe

## Galerie

### Vue panoramique
Mimizan : vue panoramique du courant sur sa partie aval